# 6424 Ando
A 6424 Ando (ideiglenes jelöléssel 1994 EN3) a Naprendszer kisbolygóövében található aszteroida. Endate, K. és Vatanabe Kazuró fedezte fel 1994. március 14-én.